# António Lobo Antunes
António Lobo Antunes (Lisszabon, 1942. szeptember 1. –) portugál regényíró és nyugalmazott orvos. Az irodalmi Nobel-díj esélyesének nevezték.

## Élete és munkássága
António Lobo Antunes Lisszabonban született João Alfredo de Figueiredo Lobo Antunes (született 1915) hat fia közül a legidősebb neurológus és professzor, a fiziológiai Nobel-díjas Egas Moniz közeli munkatársaként és felesége, Maria Margarida Machado de Almeida Lima ( 1917-ben született). João Lobo Antunes és Manuel Lobo Antunes testvére.
Hét évesen elhatározta, hogy író lesz, de 16 éves korában apja a Lisszaboni Egyetem orvosi karára küldte. Orvosi diplomát szerzett, később pszichiátriára szakosodott. Ez idő alatt nem hagyta abba az írást.
Tanulmányai végére Lobo Antunesnak a portugál hadseregben kellett szolgálnia, hogy részt vegyen a portugál gyarmati háborúban (1961–1974). Egy angolai katonai kórházban érdeklődni kezdett a halál és a „másik” témái iránt.
1973-ban tért vissza Afrikából. Az angolai függetlenségi háborúról számos regényében írt. Hosszú hónapokig dolgozott Németországban és Belgiumban.
1979-ben kiadta első regényét, a Memória de Elefante-t, amelyben elmesélte elválásának történetét. Első regényének sikere miatt Lobo Antunes úgy döntött, hogy estéit az írásnak szenteli. Pszichiátriai gyakorlatot is folytatott, főleg a lisszaboni Miguel Bombarda Kórház járóbeteg osztályán.
Stílusát nagyon tömörnek tartják, William Faulkner és Louis-Ferdinand Céline nagy hatást gyakorolt rá, és a könyvei is általában hosszúak.
Több mint húsz regénye jelent meg, ezek közül a legfontosabbak a Fado Alexandrino (1983), az As Naus (1988) és az O Manual dos Inquisidores (1996). Műveit több mint harminc nyelvre fordították le.
Kéthetente újságrovatot ír a Visão portugál magazin számára.
Megkapta a Kard Szent Jakab-rend nagykeresztjét.

## Magánélete
Első felesége, Maria José Xavier da Fonseca e Costát (1946–1999), José Hermano da Costa és felesége, Clara da Conceição de Barros Xavier da Fonseca e Costa három lánya közül a második, akitől két lánya született: Maria José Lobo Antunes 1971-ben és Joana Lobo Antunes 1973-ban. Elváltak.
Második felesége (akitől szintén elvált) Maria João Espírito Santo Bustorff Silva (született Lisszabon, 1950. augusztus 13.), António Sérgio Carneiro Bustorff Silva és felesége, Ana Maria da Anunciação de Fátima de Morais Sarmento Cohen do Espírito Santo Silva lánya akinek egy lánya van: Maria Isabel Bustorff Lobo Antunes (született 1983).
Harmadik házassága 2010-ben köttetett Cristina Ferreira de Almeidával, João Carlos Ferreira de Almeida (Lisszabon, 1941 – 2008) és felesége, Natércia Ribeiro da Silva lányával.

## Díjai
- A Portugál Írószövetség díja (1985 and 1999)
- Franciaország Kulturális Díja (1996 and 1997)
- Rosalía de Castro Prize (1999)
- Osztrák állami díj az európai irodalomért (2000)
- Ovidius-díj, Romania (2003)
- Latin Union nemzetközi díj (2003)
- Jeruzsálem-díj (2005)
- Camões-díj (2007)
- FIL Award (2008)
- Művészetek és Irodalom Érdemrendje (2008)
- Nemzetközi Nonino-díj (2014)

## Bibliográfia
Regények
- Memória de Elefante (1979)
- Os Cus de Judas (1979)
- Conhecimento do Inferno (1980)
- Explicação dos Pássaros (1981)
- Fado Alexandrino (1983)
- Auto dos Danados (1985)
- As Naus (1988)
- Tratado das Paixões da Alma (1990)
- A Ordem Natural das Coisas (1992)
- A Morte de Carlos Gardel (1994)
- O Manual dos Inquisidores (1996)
- O Esplendor de Portugal (1997)
- Exortação aos Crocodilos (1999)
- Não Entres Tão Depressa Nessa Noite Escura (2000)
- Que Farei Quando Tudo Arde? (2001)
- Boa Tarde às Coisas Aqui em Baixo (2003)
- Eu Hei-de Amar uma Pedra (2004)
- Ontem Não te vi em Babilónia (2006)
- O Meu Nome é Legião (2007)
- O Arquipélago da Insónia (2008)
- Que Cavalos São Aqueles Que Fazem Sombra no Mar? (2009)
- Sôbolos Rios Que Vão (2010)
- Comissão das Lágrimas (2011)
- Não é Meia-Noite quem quer (2012).
- Caminha Como Numa Casa em Chamas (2014).
- Da Natureza dos Deuses (2015).
- Para Aquela que Está Sentada no Escuro à Minha Espera (2016).
- Até Que as Pedras Se Tornem Mais Leves Que a Água (2016)[8]

Krónikák könyvei
Korábban folyóiratokban megjelent szövegeket tartalmazó összeállítások.
- Livro de Crónicas (1998)
- Segundo Livro de Crónicas (2002)
- Terceiro Livro de Crónicas (2006)
- Quarto Livro de Crónicas (2011)
- Quinto Livro de Crónicas (2013)

Angol nyelvű összeállítások
The Fat Man and Infinity & Other Writings (2009), fordította Margaret Jull Costa

### Nem kanonikus művek
- A História do hidroavião (1994) illusztrálta Vitorino
- Letrinhas das Cantigas (Limited Edition 2002)

- D'este viver aqui neste papel descripto: cartas da guerra ("Cartas da Guerra") (2005) – Ez a könyv Lobo Antunes hadileveleinek gyűjteménye angolai katonai szolgálata közben. akkor-feleség. A lányaik szervezték át őket, a szerző semmilyen beavatkozása nélkül. A levélgyűjteményre épül a 2016-os Háborús levelek[9] című film, amelyet Ivo M. Ferreira(wd) rendezett.

### Magyarul megjelent
- És visszatérnek a karavellák (As Naus) – Európa, Budapest, 2008 (Modern könyvtár)· ISBN 9789630784870 · Fordította: Pál Ferenc
- Az inkvizítor kézikönyve (O Manual dos Inquisidores) – Park, Budapest, 2000 · ISBN 9635305664 · Fordította: Lukács Laura, utószó: Benyhe János

## Fordítás
- Ez a szócikk részben vagy egészben  az   António Lobo Antunes című angol Wikipédia-szócikk fordításán alapul.  Az eredeti cikk szerkesztőit annak laptörténete sorolja fel. Ez a jelzés csupán a megfogalmazás eredetét és a szerzői jogokat jelzi, nem szolgál a cikkben szereplő információk forrásmegjelöléseként.